# Globus pàl·lid
El globus pàl·lid és una estructura subcortical del cervell. Es tracta del pol inferior del nucli lenticular. També se'n diu, simplement, pàl·lid.